# Christopher Avevor
Christopher Avevor (Kiel, 11 febbraio 1992) è un calciatore tedesco, di origini ghanesi, difensore svincolato.

## Carriera

### Club
Ha giocato nella prima e nella seconda divisione tedesca.

### Nazionale
Ha giocato nelle nazionali giovanili tedesche Under-18, Under-19 ed Under-20.